# Aleksej Tjerepanov
Aleksej Andrejevitj Tjerepanov (russisk: Алексей Андреевич Черепанов, tr. Aleksej Andrejevitj Tjerepanov; født 15. januar 1989 i Osjorki, Talmenskij rajon, Altaj kraj, død 13. oktober 2008 i Tjekhov, Moskva oblast) var en russisk ishockeyspiller som spillede for Avangard Omsk i KHL. Han blev draftet i første runde af 2007's NHL Entry Draft af New York Rangers. Under en kamp den 13. oktober 2008 faldt han sammen i udskiftningsboksen og døde senere på sygehuset. 